# Filamento leading
Il filamento leading, o filamento anticipato, è la copia di DNA che consente una duplicazione ininterrotta.
Questa catena polinucleotidica, infatti, avendo la stessa direzione della forcella di replicazione, 5'→3', potrà essere sintetizzata in maniera continua dalla DNA polimerasi, che agisce proprio in questa direzione, aggiungendo i nucleotidi a partire dall'estremità OH-3' libera di un singolo innesco di RNA e procedendo ininterrottamente. Si noti che essendo l'avanzamento della bolla di replicazione bidirezionale, esistono in realtà due mezzi filamenti leading; le altre due metà contigue sono invece entrambe in ritardo e la sintesi avviene tramite i frammenti di Okazaki.